# Elide Melli
Elide Melli (* 29. November 1952 in Mondavio) ist eine italienische Schauspielerin und Produzentin.
Im deutschen Sprachraum wurde sie einem breiten Publikum insbesondere durch die Verkörperung der Figur der Frau Daria in der Michael-Ende-Buchverfilmung Momo bekannt. Im Film Vipera des Regisseurs Sergio Citti spielte sie die gleichnamige Hauptrolle.

## Filmografie

### Schauspielerin
- 1979: Nella misura in cui...
- 1982: Clodia – Fragmenta
- 1986: Momo
- 1987: Il giudice istruttore (Fernsehserie, 1 Folge)
- 1990: Modì
- 1990: Stille Tage in Clichy
- 1993: Doris una diva di regime
- 1995: Siódmy pokój
- 1996: Festival
- 1997: Cartoni animati
- 2001: Vipera

### Produzentin
- 2002: Fratella e sorello
- 2003: L’avvocato de Gregorio
- 2006: La contessa di Castiglione
- 2007: Maradona, la mano di Dio
- 2010: Engel des Bösen – Die Geschichte eines Staatsfeindes (Vallanzasca – Gli angeli del male)